# Cecilia Malan
Cecília Malan (Rio de Janeiro, 16 de abril de 1983) é uma jornalista, que atua principalmente nas áreas de notícias internacionais e de cultura. É atualmente correspondente da Rede Globo em Londres, onde trabalha desde 2005.

## Parentesco
Cecília é filha do ex-ministro da Fazenda Pedro Malan.

## Formação
Formou-se em jornalismo pela Pontifícia Universidade Católica do Rio de Janeiro.

## Carreira
Cecília passou por Nova Iorque, Washington, D.C., Brasília e Paris, antes de voltar a morar no Rio de Janeiro em 2002, cidade onde nasceu, para cursar jornalismo na PUC.
Começou a vida profissional em 2005, como estagiaria do Bom Dia Brasil. Foi trainee e depois editora internacional. Participou de coberturas históricas como a morte do papa João Paulo II; o furacão Katrina; a libertação da refém Ingrid Betancourt; a campanha, eleição e posse de Barack Obama; a Grande Recessão e a morte de Michael Jackson. Além do factual, também produziu e editou reportagens especiais, como a série "Brasil de Fé”.
Em 2011, foi enviada ao escritório da Globo em Londres para atuar como produtora e logo passou a dividir as reportagens da emissora, geradas da capital britânica, com os repórteres Ana Carolina Abar e Marcos Losekann.
De lá pra cá, participou de alguns dos acontecimentos mais marcantes da década: as vidas transformadas pela pandemia de Covid; a interminável saga do Brexit; os ataques terroristas no Reino Unido, na França e na Espanha; bebês, casamentos e enterros reais; os encantos e desafios da vida inglesa.
Cecília também conduziu entrevistas com diversas personalidades internacionais: David Beckham, Brad Pitt, os integrantes da banda One Direction, a cantora Adele, o violoncelista Sheku Kanneh-Mason, o chef-celebridade Jamie Oliver, o ex-detento de Guantánamo Moazzam Begg e o ex-primeiro-ministro britânico David Cameron.
Em 9 de janeiro de 2015, foram feitos diversos comentários nas redes sociais relacionados a sua cobertura dos atentados terroristas acontecidos em Paris. Ao ouvir disparos de armas de fogo, Cecília demonstrou nitidamente estar com medo. A jornalista afirmou nunca ter ouvido tiros anteriormente, em tentativa de justificar seu desempenho. Cecília tornou-se rapidamente um dos dez assuntos mais comentados do Twitter no Brasil, dividindo a opinião pública no microblog: enquanto uns acharam "autêntica sua espontaneidade" por ter "provado que é humana", outros a tomaram como "nervosa", "despreparada" e "anti-profissional". No mesmo dia, Cecília teve destaque no Jornal Nacional, quando foi entrevistada para comentar  o assunto.
Cecilia foi casada de 2013 a 2020. A filha, Olimpia, nasceu em julho de 2019.